# Indo
L'Indo è il più lungo e importante fiume del Pakistan. È il più lungo fiume del subcontinente indiano e il terzo più grande dell'Asia intera in termini di portata annua.

## Percorso
La sorgente dell'Indo si trova in Tibet tra monti Kailâs o Gangri. Il fiume prende il suo nome a partire dalla confluenza dei torrenti Sengge e Gar, che scendono dall'Himalaya raccogliendo le acque delle catene del Nganglong Kangri e del Gangdise Shan. L'Indo passa in seguito verso nord-ovest attraverso il Kashmir, a sud della catena del Karakorum, poi gradualmente gira verso sud, lasciando le colline tra Peshawar e Rawalpindi. In quest'area una diga forma il lago artificiale di Tarbela. A partire dalla sua confluenza con il fiume Kaboul, l'Indo diventa navigabile.

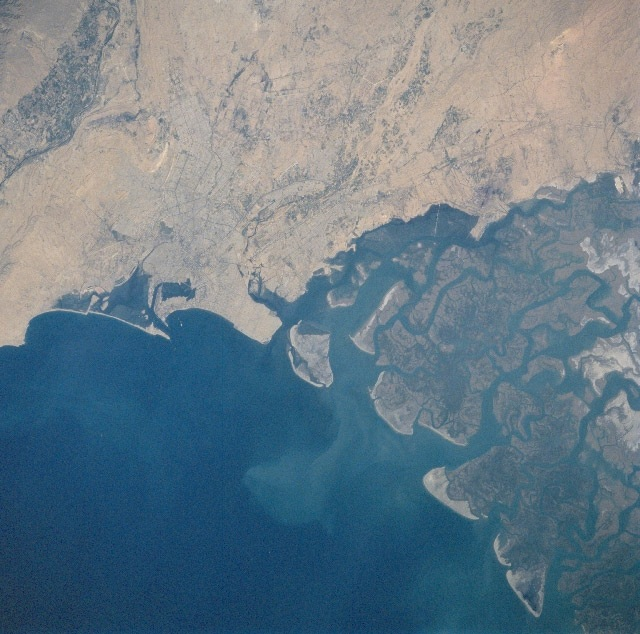
il delta dell'Indo

Il resto del suo tragitto verso il mare si svolge quindi nelle pianure del Punjab e del Sindh, in cui il fiume ha un corso molto lento. Attraversata Hyderabad si getta nel mare Arabico con un grande delta di 7770 km² che si allarga su 200 km di costa, a sud-est di Karachi. Tale area è considerata una delle regioni ecologiche più importanti del mondo.

## Portata
Il suo bacino idrografico ha una superficie di oltre 1.165.000 chilometri quadrati. La portata del fiume è stimata in circa 6700 m³/s (metri cubi al secondo). Iniziando il suo corso su cime dominate da ghiacciai, il fiume alimenta svariati ecosistemi: quello delle foreste temperate, delle pianure aride e delle campagne coltivate.

## Storia
La Civiltà della valle dell'Indo è stata una delle culle della civiltà, della scrittura e della Rivoluzione urbana.
I greci utilizzarono il termine "India" per riferirsi a quelle terre remote basandosi sulla denominazione di questo fiume, che arrivò a loro tramite il persiano Hindu (dal sanscrito  Sindhu "fiume"). Le limitate conoscenze geografiche non permettevano una chiara definizione della regione. Furono poi i britannici ad utilizzare il termine "India" per riferirsi all'intero sub continente, che fu loro colonia.
L'Indo rappresenta una vitale risorsa idrica per l'economia del Pakistan, in particolar modo per le provincie del Punjab (maggior regione agricola del paese) e del Sindh. La parola "Punjab" è una combinazione delle parole persiane 'panj' (پنج) “cinque”, e 'āb' (آب) “acqua”, che ha il significato letterale di Terra dei Cinque Fiumi. I cinque fiumi a cui deve il nome il Punjab sono i fiumi Beas, Jhelum, Chenab, Ravi e Sutlej, tutti affluenti o subaffluenti dell'Indo. Il fiume supporta lungo le sue rive anche molte delle industrie pesanti del Pakistan, e rappresenta la principale fonte di acqua potabile del paese.

## Affluenti
L'Indo riceve molti affluenti; i più importanti sono:
- Gilgit
  - Gizar
  - Hunza
- Gumal
  - Zhob
- Kabul
  - Kunar
- Sutlej
  - Beas
  - Chenab
    - Jhelum
    - Ravi